# Провулок Будівельників (Київ, Дніпровський район)
Прову́лок Будіве́льників — провулок у Дніпровському районі міста Києва, житловий масив Соцмісто. Пролягає від вулиці Гетьмана Павла Полуботка до вулиці Вінстона Черчилля.

## Історія
Виник у 1950-х роках під назвою 911-та Нова вулиця. Сучасна назва — з 1955 року.

## Установи та заклади
- Київський обласний центр зайнятості Міністерства праці України (буд. № 5-А)
- Лікувально діагностичний центр "Меддіагностика" (буд. № 4)